# Giuliano Vassalli
Giuliano Vassalli (ur. 25 kwietnia 1915 w Perugii, zm. 21 października 2009 w Rzymie) – włoski prawnik, nauczyciel akademicki i polityk, w latach 1987–1991 minister sprawiedliwości, parlamentarzysta, sędzia Sądu Konstytucyjnego i jego przewodniczący.

## Życiorys
Urodził się jako syn uznanego prawnika Filippa Vassalliego. W 1936 ukończył studia prawnicze na Uniwersytecie Rzymskim „La Sapienza”. Od 1938 pracował jako nauczyciel akademicki na uniwersytetach w Urbino, Pawii, Padwie, Genui i Neapolu. Od lat 60. do połowy lat 80. był wykładowcą macierzystej uczelni. W pracy naukowej specjalizował się w zagadnieniach z zakresu prawa karnego. Praktykował również jako adwokat.
W trakcie II wojny światowej działacz włoskiego ruchu oporu. W 1944 był jednym z organizatorów akcji uwolnienia z rzymskiego więzienia grupy socjalistycznych partyzantów (wśród których byli dwaj przyszli prezydenci Giuseppe Saragat i Sandro Pertini). W kwietniu tegoż roku został za prowadzoną działalność zatrzymany przez Niemców, następnie poddany torturom. Zwolniono go w czerwcu m.in. dzięki wstawiennictwu papieża Piusa XII.
Był działaczem Włoskiej Partii Socjalistycznej. Z jej ramienia wchodził w skład Izby Deputowanych V kadencji (1968–1972) oraz Senatu IX kadencji (1983–1987). Od lipca 1987 do lutego 1991 sprawował urząd ministra sprawiedliwości w trzech rządach, którymi kierowali kolejno Giovanni Goria, Ciriaco De Mita i Giulio Andreotti. W 1991 powołany w skład Sądu Konstytucyjnego na dziewięcioletnią kadencję. W latach 1999–2000 pełnił funkcję przewodniczącego tej instytucji.
Odznaczony Orderem Zasługi Republiki Włoskiej I klasy (1966).